# Kostoľanská kotlina
Kostolianská kotlina je vnitrohorská brázda a geomorfologická část podcelku Jelenec v pohoří Tribeč.  Rozprostírá se v okolí obce Kostoľany pod Tribečom,  podle níž je pojmenována.

## Vymezení
Kostolianská kotlina zabírá centrální část podcelku Jelenec, který rozděluje na dvě části. Severní okraj vymezuje Zlatnianské predhorie a jižní okraj plynule přechází do Žitavské pahorkatiny.  Velkou část kotliny zabírá údolí potoka Drevenica, která zde přibírá několik přítoků a protéká jihovýchodním směrem Kostolany a obcí Ladice. 

## Chráněná území
Kotlina je z velké části odlesněná a okrajové části leží v Chráněné krajinné oblasti Ponitrie. V severovýchodní části se nachází chráněný areál Kostolianske lúky, nedaleko se nachází ruina hradu Gýmeš a Jelenská gaštanica. 

## Turismus
Plošně nevelké území oplývá vícero atraktivními oblastmi, které sem lákají turisty. Oblast disponuje sítí značených stezek, které spojují zajímavá místa v kotlině i okolí. Významnou historicky cennou památkou je NKP Kostelík svatého Jiří z 11. století.

### Turistické trasy
- po  červené značce od vodní nádrže Jelenec přes Kostoľany pod Tribečom na Veľký Tribeč
- po  žluté značce od vodní nádrže Jelenec přes sedlo pod Gýmešom a Kostoľany pod Tribečom na Veľký Lysec (547 m n. m.)
- po  zelené značce z obce Ladice přes hrad Gýmeš do Horných Lefantoviec[2]